# Zwei Herren aus Verona

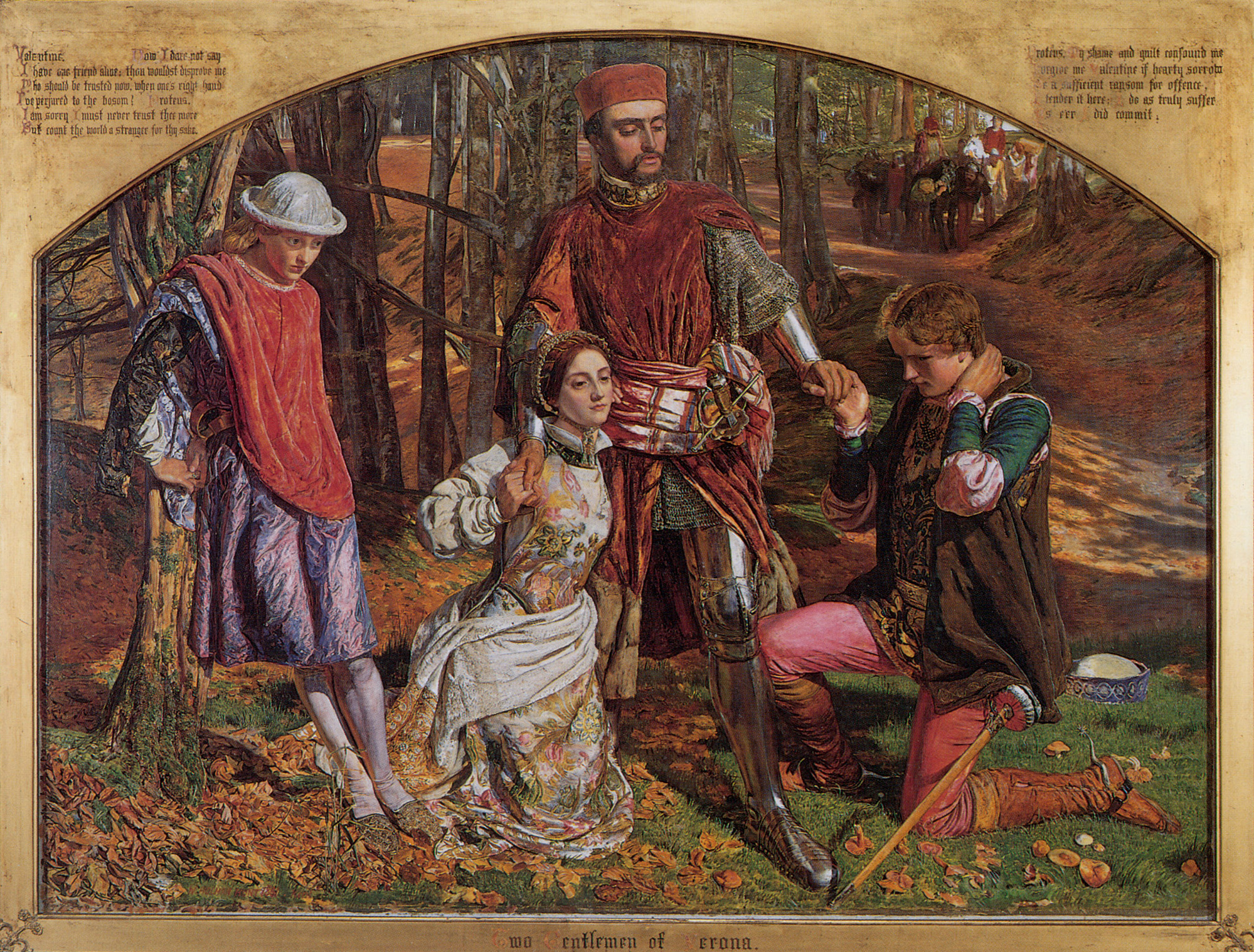
Valentine Rescuing Sylvia from Proteus, Gemälde von William Holman Hunt

Zwei Herren aus Verona (engl. The Two Gentlemen of Verona) ist eine Komödie von William Shakespeare. Das Werk handelt von den beiden Freunden Valentin und Proteus und ihrer Liebe zu Julia und Silvia. Die Geschichte spielt im 16. Jahrhundert in den norditalienischen Städten Verona, Mailand und in der Nähe von Mantua. Es ist ein Frühwerk und entstand vermutlich um 1590/91. Als Hauptquelle gilt die Prosaromanze Los siete libros de la Diana des portugiesischen Dichters Jorge de Montemayor aus dem Jahre 1559. Die einzige autoritative Textfassung findet sich in der First Folio von 1623. Erstmals erwähnt wird das Werk in Francis Meres' Palladis Tamia von 1598 und die erste belegte Aufführung datiert aus dem Jahre 1762. Es wird bis heute selten gespielt und hat unter Gelehrten kein großes Ansehen.

## Handlung
Die beiden Jugendfreunde Valentin und Proteus sind die beiden Herren aus Verona. Valentin verlässt die Stadt und reist nach Mailand, um am Hofe des Herzogs von Mailand sein Glück zu finden. Proteus bleibt zunächst in Verona, da er Julia liebt und sie nicht verlassen möchte. Doch sein Vater trägt ihm auf, am nächsten Tag zum Hof nach Mailand abzureisen. Beim Abschied tauschen er und Julia Ringe aus.
Am Hof von Mailand verliebt sich Valentin in Silvia, die Tochter des Herzogs; aber auch der angekommene Proteus verliebt sich in sie. Er vergisst Julia und wirbt um Silvia, die aber den reichen Höfling Thurio heiraten soll. Um sich die Gunst des Herzogs zu sichern, verrät Proteus dem Herzog, dass Valentin Silvia entführen will. Der Herzog verbannt daraufhin Valentin aus Mailand. Unterdessen hat sich Julia, verkleidet als Bursche, nach Mailand aufgemacht, um Proteus zu treffen. Dort verschmäht Silvia die Liebesschwüre des Proteus. Dieser trägt nun Sebastian, der verkleideten Julia, auf, seinen (von Julia erhaltenen) Ring Silvia zu überbringen.
Der verbannte Valentin wird in einem Wald zwischen Mailand und Mantua von Räubern überfallen, die ebenso wie er verbannt sind. Als sie seine Geschichte erfahren, sind sie so beeindruckt, dass sie ihn zu ihrem Anführer machen wollen, wozu Valentin sich grundsätzlich bereit erklärt. Silvia macht sich auf, um Valentin zu finden. Proteus, Sebastian, der Herzog und Thurio brechen ihrerseits auf, um Silvia zu finden. Im Wald wird Silvia von den Gesetzlosen ergriffen und zu ihrem Anführer gebracht. Als auch Proteus und Sebastian dort eintreffen, erklärt Valentin, dass er Silvia Proteus gebe, worauf Sebastian in Ohnmacht fällt. Anschließend zeigt Sebastian zwei Ringe: denjenigen, den er Silvia überbringen sollte, und denjenigen, den Proteus Julia gab, und gibt sich als Julia zu erkennen. Daraufhin entscheidet sich Proteus für Julia; Valentin gewinnt die Gunst des Herzogs und die Hand seiner Tochter. - Für die nötige Komik im Stück sorgen Speed und Lanz, die Lakaien der beiden Edelmänner, sowie der alberne Höfling Thurio.

## Textausgaben
Gesamtausgaben
- Charlton Hinman (Hrsg.): The Norton Faksimile. The First Folio of Shakespeare. Based on the Folios in the Folger Library Collection. New York 1996, ISBN 0-393-03985-4.
- John Jowett, William Montgomery, Gary Taylor und Stanley Wells (Hrsg.): The Oxford Shakespeare. The Complete Works. Oxford University Press, Oxford 2005, ISBN 0-19-926718-9.
- William Shakespeare. Sämtliche Werke. Englisch-Deutsch. Zweitausendeins Frankfurt 2010, ISBN 978-3-86150-838-0.

Englisch
- Clifford Leech (Hrsg.): William Shakespeare: The two Gentlemen of Verona. The Arden Shakespeare. Second Series. 1969, ISBN 0-17-443581-9.
- William C. Carroll (Hrsg.): William Shakespeare: The two Gentlemen of Verona. Arden Third Series. London 2004/2007, ISBN 978-1-903436-95-0.
- Kurt Schlüter (Hrsg.): William Shakespeare: The two Gentlemen of Verona. New Cambridge Shakespeare. Cambridge University Press, Cambridge 1990/2012, ISBN 978-0-521-18169-3.
- Roger Warren (Hrsg.): William Shakespeare: The two Gentlemen of Verona. Oxford Shakespeare. Oxford University Press, Oxford 2008, ISBN 978-0-19-283142-2.

Deutsch
- Sylvia Zysset (Hrsg.): William Shakespeare: Two Gentlemen of Verona. Englisch-Deutsche Studienausgabe. Stauffenburg, Tübingen 2008, ISBN 978-3-86057-569-7.
- Frank Günther (Hrsg.): William Shakespeare: Zwei Herren aus Verona / The Two Gentlemen of Verona. Ars vivendi, 2001, ISBN 3-89716-164-8.